# デジタル一眼レフ専用レンズ
デジタル一眼レフ専用レンズ（デジタルいちがんレフせんようレンズ）とは、レンズ交換式デジタル一眼レフカメラでの使用を意図して設計されたレンズのうち、旧来のフィルム一眼レフカメラでの使用を想定しないものの総称である。実際の製品に対してはメーカーによって独自の呼称、記号等を用いている場合もあるが、この記事では、デジタルカメラ専用に設計されたレンズ一般について解説する。
一般的には装着対象をAPS-Cサイズのイメージセンサーを搭載したデジタル一眼レフカメラに限定したレンズのことをさす。また、デジタル一眼レフカメラ専用のシステムとして開発されたフォーサーズシステム用の交換レンズ群は、自ずからデジタル一眼レフ専用レンズである。これらは、旧来の35mmフィルム用に作られたレンズに対して小型化と軽量化を実現している。
なお、デジタルカメラに対応した設計を施されたレンズの中にも、旧来の35mmフィルムを用いる一眼レフカメラでの使用することもできるように設計されたものがある。このようなレンズに対しては、デジタル一眼レフ専用レンズや、設計段階でデジタルカメラでの使用を想定していない旧来の一眼レフカメラ用交換レンズと区別するために、デジタル一眼レフ対応レンズなどの呼称が用いられる場合がある。

## 概要
2000年前後を境として、レンズ交換式のデジタル一眼レフカメラの低価格化が急速に進行し、普及が進んだ。多くのメーカーでは、互換性を維持するためレンズマウントとして旧来の35mmフィルムを使用する一眼レフカメラと共通のものを採用した。しかし、撮像素子としては大部分の機種でAPS-Cサイズ程度のイメージセンサーを採用し、2005年現在、APS-Cサイズのイメージセンサーは、レンズ交換式一眼レフカメラにおける事実上の標準となっている。
レンズマウントが共通であることから旧来のレンズを使用することができたが、デジタルカメラのイメージセンサーの特性に最適化されていないため画質の劣化を生じる場合が多く、また撮像エリアのサイズが違うため、画角が異なるなどの問題もあった。特に広角レンズにおいては、光学性能の面でも画角の面でもデジタル一眼レフカメラに適したレンズを新たに設計し供給する必要があった。望遠レンズでは、コーティングの変更程度の小変更で十分な性能を発揮できる場合が多い。
APS-Cサイズのイメージセンサーを持つカメラで十分な性能を発揮し、かつ十分に短い焦点距離をカバーする広角系のレンズを設計するにあたって、旧来のレンズマウントを採用し35mmフィルムの受光面積をカバーしたまま、デジタルカメラのイメージセンサーに対応した設計を行おうとすると、巨大で重いレンズにならざるを得ない。また、メーカーによっては、レンズマウント径やミラーボックスによるケラレなども考慮すると設計はさらに困難なものとなる。そこで、APS-Cサイズのセンサーが35mmフィルムより受光面積が小さく、レンズのイメージサークルが小さくて済むことに着目し、センサーをカバーできる範囲でイメージサークルを小さくすることによって、レンズ全体の小型化・軽量化を計るという方法がとられた。これが、一般的に言われるデジタル一眼レフ専用レンズである。望遠系レンズでも同様の設計がされている場合があるが、広角系レンズに比べるとその効果は小さい。
オリンパスやコダックなどが推進し、パナソニックなどが賛同している、デジタル一眼レフカメラ用の新しいシステムであるフォーサーズシステムに対応したレンズにおいては、初めから全てのレンズがデジタル専用に新規設計されたものである。したがって、フォーサーズマウント専用として設計されたレンズは旧来の35mmフィルム一眼レフカメラとは無縁のものであり、結果として全てのレンズがデジタル一眼レフ専用レンズとなる。

## 旧来の一眼レフカメラとの互換性
旧来の一眼レフカメラと互換性のあるレンズマウントを採用している場合、メーカーや機種によっては、デジタル一眼レフカメラ専用レンズを35mmフィルム一眼レフカメラやAPS-Cサイズより大きなイメージセンサーを搭載したデジタルカメラに装着し撮影することが可能な場合がある。この場合、四隅が欠けるケラレなどの問題が発生する場合が多い。例外としてペンタックスのDA40mmのように一応ケラレが生じずに使用することができるレンズもあるが、メーカーの保証外の使い方になる、という場合もある。

### キヤノンEF-Sレンズ
キヤノンのAPS-Cサイズデジタルカメラ専用レンズ「EF-Sレンズ」は、旧来のEFマウントレンズよりもバックフォーカスが短く設定されており、レンズ後方の張り出しが大きく、これがミラーに干渉することを避ける必要がある。そのため、ミラーを後方に待避させる機構を持つ機種（Kiss デジタルシリーズ、20D/20Da/30D/40D/50D/60D/70D/80D、7D、7D Mark IIにのみ装着可能である。このため、ミラーサイズの大きなAPS-C以外の機種およびAPS-Cでもミラーを後方に待避させる機構を持たないEOS 10D以前に発売された機種に誤って装着してミラーがレンズ後端に干渉してしまうのを避けるため、レンズの後方にストッパーを設けて物理的に装着することができないようにしている。